# Toxorchis milleri
Toxorchis milleri är en nässeldjursart som beskrevs av Bouillon 1984. Toxorchis milleri ingår i släktet Toxorchis och familjen Laodiceidae. Inga underarter finns listade i Catalogue of Life.